# Лютово (станция, Ярославская область)
Лютово — населённый пункт с категорией станция в Ярославском районе Ярославской области России. 
В рамках организации местного самоуправления входит в Туношенское сельское поселение; в рамках административно-территориального устройства включается в Лютовский сельский округ, центр которого — деревня Мокеевское. 

## География
Населённый пункт расположен южнее железнодорожной станции Лютово железнодорожной линии Ярославль-Нерехта. На западной окраине протекает речка Кисма.
В 1 км к северо-западу находится село Лютово.

## Экономика
Обслуживание железнодорожной станции Лютово.

## Население
| 2007 | 2010 |
| ---- | ---- |
| 19   | ↗26  |